# 亞精胺
亞精胺是一种多胺，化學式：C7H19N3。它存在於核醣體和活組織，在生物體内具有各種代謝功能。亞精胺最初是從精液中分離的。

## 功能
亞精胺，為聚陽離子脂肪胺，含有許多功能，對於細胞的存活有重要的影響。
亞精胺會同步一些生物的過程（像是{\displaystyle {\ce {Ca2^{+}}}}, {\displaystyle {\ce {Na^{+}}}}, K+ -ATPase），也可以保持膜電位並控制細胞間的pH值和體積。亞精胺調節的過程，例如{\displaystyle {\ce {Ca2^{+}}}}會藉由glutamatergic N-methyl-d-aspartate的接收器（NMDA receptor）匯集。此接收器和一氧化氮合酶、cGMP/PKG的活化途徑以及降低Na+,K+-ATPase在大腦皮層突觸的活性相關。
亞精胺壽命很長，由於它在基因表現的染色值介導調控上有很大的影響，然而其機制尚未完全了解。亞精胺合成酶可催化亞精胺的形成。而亞精胺可進一步合成多胺，包含熱亞精胺。
亞精胺也可調節植物生長，幫助在試管內轉錄RNA，以及NOS的抑制。亞精胺也是多胺的前驅物，像是精胺和熱精胺。這些多胺都有助於調節植物對於乾燥氣候以及鹽度的適應。
亞精胺經測試後發現可以促進頭髮的延長以及加長頭髮生長。亞精胺與被發現可以提升上皮幹細胞相關的角蛋白K15 和 K19的表現；劑量調節相關的K15 promoter在原位的活性；以及菌落的形成效率、繁殖；試管內的分離人類K15-GFP+細胞的表現。
亞精胺從腐胺合成而來，也是精胺的前驅物。
亞精胺經過測試發現可以促進毛干伸長和延長毛髮生長。亞精胺還被發現「上調上皮干細胞相關角蛋白 K15 和 K19 的表達，並以劑量依賴性方式調節原位 K15 啟動子活性以及體外分離的人類 K15-GFP+ 細胞的集落形成效率、增殖和 K15 表達。」

## 生化行為
亞精胺被了解的生化相關行為
1. 抑制神經一氧化氮合酶
2. 鍵結以及沉澱DNA
3. 多胺植物成長的調節

## 來源
多胺在動物、藻類以及植物界非常普及。因此，它們常出現於食物之中。有一個常見的迷思為，葡萄柚含有高含量的亞精胺，這迷思可能是因為對於亞精胺和腐胺之間差異不清楚所造成的。儘管柑橘包含許多腐胺，但不含亞精胺。攝取多亞精胺的飲食來源為陳年起司、蘑菇、豆類製品、玉米和粗糧。粗糧中，胚乳含有最多的亞精胺。含有最多的亞精胺食物來源為小麥胚乳，含有243 mg/kg。
藻類亞精胺部份可參閱此篇文章：鑑定與探討三角褐指藻兩種亞精胺合成酶之生化特性
https://ndltd.ncl.edu.tw/cgi-bin/gs32/gsweb.cgi/login?o=dnclcdr&s=id=%22108NTOU5613013%22.&searchmode=basic （页面存档备份，存于）

## 使用
亞精胺可以被用來運用在電穿孔的應用上。電穿孔為利用電脈衝將DNA轉型到細胞中。也可以使用在純化DNA鍵結的蛋白上。
亞精胺也被發現可以藉由誘導自噬作用減少酵母菌、蒼蠅、蚯蚓以及人類免疫細胞的壽命。近年來Tirupathi Pichiah等人猜測亞精胺也可以治療第二型糖尿病。

## 另見
- 名稱獨特的化學物質列表

1. ↑  American Heritage Dictionary （页面存档备份，存于） Retrieved 2014-11-18.
2. ↑  Ramot, Yuval; Tiede, Stephan; Bíró, Tamás; Abu Bakar, Mohd Hilmi; Sugawara, Koji; Philpott, Michael P.; Harrison, Wesley; Pietilä, Marko; Paus, Ralf. . PLoS ONE. 2011-07-27, 6 (7). ISSN 1932-6203. PMC 3144892 . PMID 21818338. doi:10.1371/journal.pone.0022564.